# Bruno Siebert
Bruno Guillermo Siebert Held (Puerto Octay, 13 de marzo de 1933-Santiago de Chile, 19 de mayo de 2024) fue un militar chileno, gobernador provincial e intendente de Osorno, ministro de Obras Públicas durante la dictadura militar de Augusto Pinochet, y senador de Renovación Nacional por la 17.ª Circunscripción (X Región Sur).

## Biografía
Hijo de Johann Siebert Sprenger y Erna Amalie Held Winkler. Estudió en el Colegio Alemán de Frutillar y en el de Osorno.

### Carrera militar
Ingresó a la Escuela Militar en 1949, y se tituló como oficial del Arma de Ingenieros en 1952. Estudió en la Academia de Guerra entre 1966 y 1968.
Entre 1971 y 1972 realizó el curso de Comando y de Estado Mayor en la Academia de Conducción y Mando de las Fuerzas Armadas de la República Federal de Alemania, en Hamburgo.
En octubre de 1973, ya iniciada la dictadura militar encabezada por Augusto Pinochet, Siebert pasó a integrar el Comité Asesor de la Junta de Gobierno.
En 1974 asumió como comandante del Regimiento de Ingenieros Nº 4 "Arauco", y entre ese mismo año y 1976 fue intendente de la provincia de Osorno. En 1977 pasó a integrar el Estado Mayor Presidencial, y en 1978 fue subjefe del Comité Asesor de la Junta de Gobierno.
En 1981 fue nombrado Comandante de Ingenieros del Ejército y Director de Planteamientos, con el grado de Brigadier General. Ese mismo año se le nombró como agregado militar en la Embajada de Chile en Bonn, República Federal de Alemania, siendo también Agregado Aéreo y Concurrente en Suiza, ejerciendo el cargo hasta 1982. Fue estando en Alemania que ascendió al generalato.
Entre 1982 y 1989 fue ministro de Obras Públicas. Entre los principales hitos de su gestión están la Ley de Concesiones y el desarrollo de la Carretera Austral.
Ejerció como profesor de Historia Militar y Estrategia en la Academia de Guerra del Ejército.
Se retiró del Ejército en 1988, con el grado de Mayor General.

### Carrera política

Augusto Pinochet junto al ministro de Obras Públicas Bruno Siebert y el intendente Sergio Badiola inauguran el puente Centenario en avenida Santa María. Santiago, 21 de junio de 1988.

En las elecciones parlamentarias de 1989 se presentó como candidato independiente a senador por la 17.ª Circunscripción (X Región Sur) en el Pacto Democracia y Progreso, siendo electo con la primera mayoría para el período 1990-1998. En diciembre de 1990 ingresó a Renovación Nacional, partido en el que militaría hasta junio de 1998.

#### Comisiones parlamentarias:[3]
- Obras Públicas (presidente)
- Hacienda
- Medio Ambiente y Bienes Nacionales
- Régimen Interior
- Mixta de Presupuesto

## Historial electoral

### Elecciones parlamentarias de 1989
- Elecciones parlamentarias de 1989 a Senador por la Circunscripción 17, (Los Lagos Sur)[9]

| Candidato                | Pacto                          | Partido | Votos  | %     | Resultado |
| ------------------------ | ------------------------------ | ------- | ------ | ----- | --------- |
| Bruno Siebert            | Democracia y Progreso          | ILB     | 66 326 | 31,12 | Senador   |
| Sergio Páez Verdugo      | Concertación por la Democracia | PDC     | 62 468 | 29,31 | Senador   |
| Aniceto Rodríguez Arenas | Concertación por la Democracia | PPD     | 55 321 | 25,96 |           |
| Luis Valentín Ferrada    | Democracia y Progreso          | ILB     | 28 991 | 13,60 |           |

## Otras actividades
Siebert fue integrante de la Academia de Historia Militar y del Consejo de Políticas de Infraestructura.
En mayo de 2016, asumió como Vicepresidente de la junta directiva de la Universidad Bernardo O'Higgins.

## Distinciones
- Cruz de la Victoria (Argentina)[3]
- Escuela Superior de Guerra (Argentina)[3]
- Presidente de la República (Argentina)[3]
- Francisco José de Caldas (Colombia)[3]
- Orden de Abdón Calderón (Ecuador)[3]
- Cruz Blanca (España)[3]
- Medalla "Vicente Pérez Rosales" (Liga Chileno Alemana)[7]

## Libros de su autoría
- Raíces e historia de la familia Siebert. Junto a Karin Siebert Wendt. Santiago de Chile, 1992.
- Orígenes de Puerto Octay. 2008. ISBN 9563194934